# Discographie de Fred Again
La discographie de Fred Again se compose de quatre albums studio, deux albums collaboratifs, un album compilation, deux EP et trente-et-un singles. Son premier album, Actual Life (April 14 - December 17 2020), est sorti en avril 2021. Son deuxième album, Actual Life 2 (February 2 - October 15 2021) a suivi en novembre 2021. Il a ensuite atteint le succès dans les charts avec le troisième album Actual Life 3 (January 1 - September 9 2022), sorti en octobre 2022, qui a atteint le top 10 du classement au Royaume-Uni et en Australie. Le 6 septembre 2024, il sort son quatrième album intitulé Ten Days avec notamment des morceaux avec Four Tet, Skrillex, Sampha, Emmylou Harris, The Japanese House ou encore Obongjayar.

## Albums

### Albums studio
| Titre                                                                        | Détails de l'album                                                                                   | Meilleure position | Meilleure position | Meilleure position | Meilleure position | Meilleure position | Meilleure position | Meilleure position | Meilleure position | Meilleure position | Meilleure position | Meilleure position | Certifications            |
| Titre                                                                        | Détails de l'album                                                                                   | R-U                | AUS                | BEL (FL)           | BEL (WAL)          | ALL                | IRE                | LTE                | P-B                | N-Z                | SUE                | SUI                | Certifications            |
| ---------------------------------------------------------------------------- | --- | ------------------ | ------------------ | ------------------ | ------------------ | ------------------ | ------------------ | ------------------ | ------------------ | ------------------ | ------------------ | ------------------ | ------------------------- |
| Actual Life (April 14 – December 17 2020)                                    | - Sortie : 16 avril 2021 - Label : Atlantic Records - Formats : téléchargement digital, vinyle       | —                  | 75                 | 41                 | —                  | —                  | —                  | —                  | 65                 | —                  | —                  | —                  | - : 1 × Argent - : 1 × Or |
| Actual Life 2 (February 2 – October 15 2021)                                 | - Sortie : 19 novembre 2021 - Label: Atlantic Records - Formats : téléchargement digital, vinyle     | —                  | —                  | 70                 | —                  | —                  | —                  | —                  | —                  | —                  | —                  | —                  |                           |
| Actual Life 3 (January 1 – September 9 2022)                                 | - Sortie : 28 octobre 2022 - Label : Atlantic Records - Formats : CD, téléchargement digital, vinyle | 4                  | 8                  | 10                 | 57                 | 27                 | 2                  | 29                 | 11                 | 6                  | 48                 | 40                 | - : 1 × Argent - : 1 × Or |
| Ten Days                                                                     | - Sortie : 6 septembre 2024 - Label : Atlantic Records - Formats : téléchargement digital, vinyle    | 7                  | 3                  | 3                  | 29                 | 12                 | 11                 | 23                 | 11                 | 5                  | 18                 | 4                  |                           |
| "—" signifie que l'album n'est pas sorti ou ne s'est pas classé dans le pays | |                    |                    |                    |                    |                    |                    |                    |                    |                    |                    |                    |                           |

### Album collaboratif
| Titre                        | Détails de l'album                                                                          | Meilleure position | Meilleure position | Meilleure position |
| Titre                        | Détails de l'album                                                                          | AUS                | BEL (FL)           | N-Z                |
| ---------------------------- | ------------------------------------------------------------------------------------------- | ------------------ | ------------------ | ------------------ |
| Secret Life (avec Brian Eno) | - Sortie : 5 mai 2023 - Label : Text Records - Formats : CD, téléchargement digital, vinyle | 84                 | 57                 | 26                 |

### Compilation
| Titre | Détails de l'album                                                                              | Meilleure position | Meilleure position | Meilleure position | Meilleure position | Meilleure position | Meilleure position | Meilleure position | Meilleure position | Certifications             |
| Titre | Détails de l'album                                                                              | R-U                | AUS                | BEL (FL)           | BEL (WAL)          | ALL                | IRE                | P-B                | N-Z                | Certifications             |
| ----- | ----------------------------------------------------------------------------------------------- | ------------------ | ------------------ | ------------------ | ------------------ | ------------------ | ------------------ | ------------------ | ------------------ | -------------------------- |
| USB   | - Sortie : 18 janvier 2022 - Label : Atlantic Records - Formats: téléchargement digital, vinyle | 29                 | 4                  | 8                  | 56                 | 12                 | 47                 | 11                 | 3                  | - : 1 × Or - : 1 × Platine |

## Mixtape
| Titre                  | Détails de la mixtape                                                                  | Meilleure position |
| Titre                  | Détails de la mixtape                                                                  | R-U                |
| ---------------------- | -------------------------------------------------------------------------------------- | ------------------ |
| Gang (avec Headie One) | - Sortie : 3 avril 2020 - Label : Relentless Records - Format : téléchargement digital | 49                 |

## EP
| Titre       | Détails de l'EP                                                                    |
| ----------- | ---------------------------------------------------------------------------------- |
| Actual Life | - Sortie : 15 mai 2020 - Label : again.. Records - Format : téléchargement digital |

## Singles
| Julie (Stay)                                                                   | 2019 | —  | —  | —  | —  | —  | —  | —  | —  |                                                                 | Non-album singles                            |
| Kyle (i found you)                                                             | 2019 | —  | —  | —  | —  | —  | —  | —  | —  |                                                                 | Actual Life (April 14 - December 17 2020)    |
| Me (sorry)                                                                     | 2019 | —  | —  | —  | —  | —  | —  | —  | —  |                                                                 | Actual Life EP                               |
| Marnie (wish i had u)                                                          | 2020 | —  | —  | —  | —  | —  | —  | —  | —  |                                                                 | Actual Life EP                               |
| Chika (scared)                                                                 | 2020 | —  | —  | —  | —  | —  | —  | —  | —  |                                                                 | Actual Life EP                               |
| Jessie (i miss you)                                                            | 2020 | —  | —  | —  | —  | —  | —  | —  | —  |                                                                 | Non-album singles                            |
| Julia (deep diving)                                                            | 2020 | —  | —  | —  | —  | —  | —  | —  | —  |                                                                 | Actual Life (April 14 - December 17 2020)    |
| Adam (act like)                                                                | 2020 | —  | —  | —  | —  | —  | —  | —  | —  |                                                                 | Actual Life EP                               |
| Big Hen (steal my joy)                                                         | 2020 | —  | —  | —  | —  | —  | —  | —  | —  |                                                                 | Actual Life (April 14 - December 17 2020)    |
| Kyren (my son)                                                                 | 2020 | —  | —  | —  | —  | —  | —  | —  | —  |                                                                 | Actual Life EP                               |
| Marea (we've lost dancing) (avec The Blessed Madonna)                          | 2021 | 36 | —  | —  | 12 | 45 | 41 | 11 | —  | - : Platine - : Platine - : Platine - : Or - : Or - : Or - : Or | Actual Life (April 14 - December 17 2020)    |
| Stay High again.. (avec Brittany Howard et Joy Anonymous)                      | 2021 | —  | —  | —  | —  | —  | —  | —  | —  |                                                                 | Non-album singles                            |
| Angie (i've been lost)                                                         | 2021 | —  | —  | —  | —  | —  | —  | —  | —  |                                                                 | Actual Life (April 14 - December 17 2020)    |
| Dermot (see yourself in my eyes) (avec Dermot Kennedy)                         | 2021 | —  | —  | —  | —  | —  | —  | —  | —  |                                                                 | Actual Life (April 14 - December 17 2020)    |
| Diana (You Don't Even Know)                                                    | 2021 | —  | —  | —  | —  | —  | —  | —  | —  |                                                                 | Non-album singles                            |
| Baxter (these are my friends)                                                  | 2021 | —  | —  | —  | —  | —  | —  | —  | —  |                                                                 | Non-album singles                            |
| Billie (loving arms)                                                           | 2021 | —  | —  | —  | —  | —  | 46 | —  | —  | - : Argent                                                      | Actual Life 2 (February 2 - October 15 2021) |
| Hannah (the sun)                                                               | 2021 | —  | —  | —  | —  | —  | —  | —  | —  |                                                                 | Actual Life 2 (February 2 - October 15 2021) |
| Faisal (envelops me)                                                           | 2021 | —  | —  | —  | —  | —  | —  | —  | —  |                                                                 | Actual Life 2 (February 2 - October 15 2021) |
| Kahan (last year)                                                              | 2021 | —  | —  | —  | —  | —  | —  | —  | —  |                                                                 | Actual Life 2 (February 2 - October 15 2021) |
| Tate (how i feel)                                                              | 2021 | —  | —  | —  | —  | —  | —  | —  | —  |                                                                 | Actual Life 2 (February 2 - October 15 2021) |
| Carlos (make it thru)                                                          | 2021 | —  | —  | —  | —  | —  | —  | —  | —  |                                                                 | Actual Life (April 14 - December 17 2020)    |
| Catrin (the city)                                                              | 2021 | —  | —  | —  | —  | —  | —  | —  | —  |                                                                 | Actual Life 2 (February 2 - October 15 2021) |
| Eyelear (shutters)                                                             | 2021 | —  | —  | —  | —  | —  | —  | —  | —  |                                                                 | Actual Life 3 (January 1 - September 9 2022) |
| Admit It (u dont want 2) (avec I.JORDAN)                                       | 2022 | —  | —  | —  | —  | —  | —  | —  | —  |                                                                 | USB                                          |
| Lights Out (avec Romy et HAAi)                                                 | 2022 | —  | —  | —  | —  | —  | —  | —  | —  |                                                                 | USB                                          |
| Jungle                                                                         | 2022 | 78 | —  | —  | —  | —  | —  | —  | 33 | - : Or - : Or - : Or                                            | USB                                          |
| Turn On The Lights again.. (avec Swedish House Mafia et Future)                | 2022 | 27 | —  | —  | —  | —  | 23 | —  | —  | - : Or - : Or                                                   | USB                                          |
| Danielle (smile on my face)                                                    | 2022 | 61 | —  | —  | —  | —  | 41 | —  | —  | - : Argent                                                      | Actual Life 3 (January 1 - September 9 2022) |
| Bleu (better with time)                                                        | 2022 | —  | —  | —  | —  | —  | —  | —  | —  |                                                                 | Actual Life 3 (January 1 - September 9 2022) |
| Kammy (like i do)                                                              | 2022 | —  | —  | —  | —  | —  | —  | —  | —  |                                                                 | Actual Life 3 (January 1 - September 9 2022) |
| Delilah (pull me out of this)                                                  | 2022 | 35 | 25 | —  | —  | —  | 8  | —  | 11 | - : Platine - : Or - : Or                                       | Actual Life 3 (January 1 - September 9 2022) |
| Clara (the night is dark)                                                      | 2022 | 62 | —  | —  | —  | —  | 43 | —  | —  |                                                                 | Actual Life 3 (January 1 - September 9 2022) |
| Homies (avec Henry Wu)                                                         | 2022 | —  | —  | —  | —  | —  | —  | —  | —  |                                                                 | Non-album singles                            |
| Kelly (end of a nightmare)                                                     | 2022 | —  | —  | —  | —  | —  | —  | —  | —  |                                                                 | Actual Life 3 (January 1 - September 9 2022) |
| Rumble (avec Four Tet et Flowdan)                                              | 2023 | 19 | 32 | —  | —  | —  | 29 | —  | 21 | - : Argent                                                      | USB                                          |
| Mike (desert island duvet) (avec The Streets et Dermot Kennedy)                | 2023 | 78 | —  | —  | —  | —  | 44 | —  | —  |                                                                 | Non-album singles                            |
| Baby Again (avec Skrillex et Four Tet)                                         | 2023 | 52 | —  | —  | —  | —  | 44 | —  | —  |                                                                 | USB                                          |
| adore u                                                                        | 2023 | 4  | 41 | —  | 45 | —  | 1  | 80 | 22 | - : Platine - : Platine                                         | ten days                                     |
| ten                                                                            | 2023 | 16 | —  | —  | —  | —  | 13 | —  | —  | - : Argent                                                      | ten days                                     |
| leavemealone (avec Baby Keem)                                                  | 2023 | 11 | 13 | 57 | —  | —  | 21 | —  | 4  | - : Or - : Platine - : Or - : Or                                | USB                                          |
| Chest (avec Brian Eno)                                                         | 2023 | —  | —  | —  | —  | —  | —  | —  | —  |                                                                 | Secret Life                                  |
| Cmon (avec Brian Eno)                                                          | 2023 | —  | —  | —  | —  | —  | —  | —  | —  |                                                                 | Secret Life                                  |
| Come On Home (avec Brian Eno)                                                  | 2023 | —  | —  | —  | —  | —  | —  | —  | —  |                                                                 | Secret Life                                  |
| Enough (avec Brian Eno)                                                        | 2023 | —  | —  | —  | —  | —  | —  | —  | —  |                                                                 | Secret Life                                  |
| Follow (avec Brian Eno)                                                        | 2023 | —  | —  | —  | —  | —  | —  | —  | —  |                                                                 | Secret Life                                  |
| I Saw You (avec Brian Eno)                                                     | 2023 | —  | —  | —  | —  | —  | —  | —  | —  |                                                                 | Secret Life                                  |
| stayinit (avec Lil Yachty et Overmono)                                         | 2024 | 53 | —  | —  | —  | —  | —  | —  | 35 |                                                                 | USB                                          |
| places to be (avec Anderson.Paak et CHIKA)                                     | 2024 | 35 | —  | —  | —  | —  | 43 | —  | 27 | - : Platine - : Argent                                          | ten days                                     |
| backseat (avec The Japanese House et Scott Hardkiss)                           | 2024 | —  | —  | —  | —  | —  | —  | —  | —  |                                                                 | ten days                                     |
| glow (avec Duskus)                                                             | 2024 | 88 | —  | —  | —  | —  | —  | —  | —  |                                                                 | ten days                                     |
| just stand there (avec SOAK)                                                   | 2024 | 57 | —  | —  | —  | —  | —  | —  | —  |                                                                 | ten days                                     |
| peace u need (avec Joy Anonymous)                                              | 2024 | 64 | —  | —  | —  | —  | —  | —  | —  |                                                                 | ten days                                     |
| light dark light (avec Angie McMahon)                                          | 2024 | —  | —  | —  | —  | —  | —  | —  | —  |                                                                 | two more days EP                             |
| little mystery (avec John Martyn)                                              | 2024 | —  | —  | —  | —  | —  | —  | —  | —  |                                                                 | two more days EP                             |
| Victory Lap (avec Skepta et PlaqueBoyMax)                                      | 2025 | 4  | —  | —  | —  | —  | 14 | —  | —  |                                                                 | Non-album singles                            |
| Air Maxes (avec KETTAMA et Shady Nasty)                                        | 2025 | —  | —  | —  | —  | —  | —  | —  | —  |                                                                 | Non-album singles                            |
| Victory Lap Two (avec Skepta et PlaqueBoyMax)                                  | 2025 | —  | —  | —  | —  | —  | —  | —  | —  |                                                                 | Non-album singles                            |
| "—" signifie que le single n'est pas sorti ou ne s'est pas classé dans le pays |      |    |    |    |    |    |    |    |    |                                                                 |                                              |

## Collaborations
| Titre                                         | Année | Meilleure position | Certifications | Album |
| Titre                                         | Année | R-U                | Certifications | Album |
| --------------------------------------------- | ----- | ------------------ | -------------- | ----- |
| Charades (avec Headie One)                    | 2020  | 57                 |                | Gang  |
| Don't Judge Me (avec FKA twigs et Headie One) | 2020  | 51                 |                | Gang  |
| Strong (avec Romy)                            | 2022  |                    |                |       |

## Productions
2014
- Eno · Hyde - Titian Bekh (extrait de l'album Someday World)
- Eno · Hyde - Celebration (extrait de l'album Someday World)
- Eno · Hyde - Brazil 3 (extrait de l'album Someday World)
- Eno · Hyde - Big Band Sound (extrait de l'album Someday World)
- Eno · Hyde - To Us All (extrait de l'album Someday World)
- Eno · Hyde - When I Built The World (extrait de l'album Someday World)
- Eno · Hyde - Who Rings the Bell (extrait de l'album Someday World)
- Eno · Hyde - Mother of a Dog (extrait de l'album Someday World)
- Eno · Hyde - Strip it Down (extrait de l'album Someday World)
- Eno · Hyde - Witness(extrait de l'album Someday World)
- Eno · Hyde - A Man Wakes Up (extrait de l'album Someday World)
- Eno · Hyde - Daddy's Car (extrait de l'album Someday World)
- Eno · Hyde - The Satellites (extrait de l'album Someday World)
- Brian Eno et Karl Hyde - Cells & Bells (extrait de l'album High Life)
- Brian Eno et Karl Hyde - On a Grey Day (extrait de l'album High Life)
- Brian Eno et Karl Hyde - Time to Waste It (extrait de l'album High Life)
- Brian Eno et Karl Hyde - DBF (extrait de l'album High Life)
- Brian Eno et Karl Hyde - Moulded Life (extrait de l'album High Life)
- Brian Eno et Karl Hyde - Lilac (extrait de l'album High Life)
- Brian Eno et Karl Hyde - Slow Down, Sit Down and Breathe (extrait de l'album High Life)
- Brian Eno et Karl Hyde - Return (extrait de l'album High Life)
- Sylas feat. Jelani Blackman et Brian Eno - Layer (extrait de l'EP Shore EP)

2015
- Roots Manuva - Hard Bastards (extrait de l'album Bleeds)
- Roots Manuva - Don't Breathe Out (extrait de l'album Bleeds)
- Roots Manuva - Cargo (extrait de l'album Bleeds)
- Roots Manuva - Steeping Hard (extrait de l'album Bleeds)
- Roots Manuva - Me Up! (extrait de l'album Bleeds)
- Roots Manuva - I Know Your Face (extrait de l'album Bleeds)
- Roots Manuva - Fighting For? (extrait de l'album Bleeds)
- Roots Manuva - Knee Jerk (extrait de l'album Bleeds)
- Ellie Goulding - Around U (extrait de l'album Delirium)
- Ellie Goulding - We Can't Move To This (extrait de l'album Delirium)
- Count Counsellor - Cloud Calls (extrait de l'album & the Childhood Heroes)
- Count Counsellor - Disco Dodo (extrait de l'album & the Childhood Heroes)
- Count Counsellor - Head Lights (extrait de l'album & the Childhood Heroes)

2016
- Charlie XCX feat Lil Yachty - After the Afterparty
- M.O feat Kent Jones - Not in Love
- M.O - Who Do You Think Of (extrait de l'EP Who Do You Think Of)
- Stefflon Don - Dem Neva Warn Ya (extrait de l'album Real Ting)
- Stefflon Don - 16 Shots (extrait de l'album Real Ting)
- Raye - I, U, Us (extrait de l'EP SECONDS)
- Raye - Shhh (extrait de l'EP SECONDS)
- Raye - Distraction (extrait de l'EP SECONDS)

2017
- Abra Cadabra feat. Burna Boy & Jelani Blackmann - Lemme At Em
- Little Mix - Is Your Love Enough? (extrait de l'album Glory Days : The Platinium Edition)
- Jax Jones feat. Ina Wroldsen - Breathe (extrait de l'EP Snack)
- Raye - The Line
- Jayda G - Diva Bitch
- Count Counsellor - Friends

2018
- Maisie Peters - In My Head (extrait de l'EP Bressed Too Nice for a Jacket)
- Maisie Peters - Worst of You
- Mr Eazi and Chronixx - She Loves Me (extrait de l'album Life Is Eazi, Vol.2 - Lagos to London)
- Mr Eazi and Mo-T - Property (extrait de l'album Life Is Eazi, Vol.2 - Lagos to London)
- Mr Eazi - Yard & Chill (extrait de l'album Life Is Eazi, Vol.2 - Lagos to London)
- Shawn Mendes - Fallin' All in You (extrait de l'album Shawn Mendes)
- Ray BLK -  Run Run (extrait de l'album Empress)
- Burna Boy feat. Lily Allen - Heaven's Gate (extrait de l'album Outside)
- George Ezra - Shotgun (extrait de l'album Staying at Tamara's)
- Clean Bandit feat. Demi Lovato -  Solo (extrait de l'album What Is Love?)
- Rita Ora - Let You Love Me (extrait de l'album Phoenix)
- Jesse Glynne - Rollin (extrait de l'album Always in Between
- Octavian - Better Man (extrait de l'album Spaceman)
- Raye - Friends
- Raye feat. Kojo Funds et Ray BLK- Crew
- XYLØ - Tears & Tantrums
- Prettymuch - On My Way
- LP - Shaken (extrait de l'album Heart to Mouth)
- Plan B - Guess Again (extrait de l'album Heaven before All Hell Breaks Loose)
- Plan B - Wait so Long (extrait de l'album Heaven before All Hell Breaks Loose)
- Why Don't We - Trust Fund Baby
- Brother Leo - Push Up

2019
- Westlife - Better Man (extrait de l'album Spectrum)
- Ellie Goulding - Sixteen (extrait de l'album Brightest Blue)
- BTS feat. Lauv - Make It Right (extrait de l'album Map of the Soul: 7)
- Ed Sheeran feat. Justin Bieber - I Don't Care (extrait de l'album No.6 Collaborations Project)
- Ed Sheeran feat. Chance the Rapper & PnB Rock - Cross Me (extrait de l'album No.6 Collaborations Project)
- Ed Sheeran feat. Khalid - Beautiful People (extrait de l'album No.6 Collaborations Project)
- Ed Sheeran feat. Travis Scott - Antisocial (extrait de l'album No.6 Collaborations Project)
- Ed Sheeran feat. Camilla Cabello et Cardi B - South of the Border (extrait de l'album No.6 Collaborations Project)
- Ed Sheeran feat. Stormzy - Take Me Back to London (extrait de l'album No.6 Collaborations Project)
- Ed Sheeran feat. Eminem et 50 Cent - Remember the Name (extrait de l'album No.6 Collaborations Project)
- Ed Sheeran feat. Young Thug et J Hus - Feels (extrait de l'album No.6 Collaborations Project)
- Ed Sheeran feat. Ella Mai - Put It All on Me (extrait de l'album No.6 Collaborations Project)
- Ed Sheeran feat. Paulo Londra et Dave - Nothing on You (extrait de l'album No.6 Collaborations Project)
- Ed Sheeran feat. Meek Mill et A Boogie wit da Hoodie - 1000 Nights (extrait de l'album No.6 Collaborations Project)
- Mist feat. Fredo - So High
- Stormzy - Big Michael (extrait de l'album Heavy Is The Head)
- Stormzy feat. Aitch - Pop Boy (extrait de l'album Heavy Is The Head)
- Stormzy feat. Ed Sheeran et Burna Boy - Own It (extrait de l'album Heavy Is The Head)
- Octavian feat. ABRA - My Head (extrait de l'album Endorphins)
- Maisie Peters - Adore You (extrait de l'EP It's Your Bed Babe, It's Your Funeral)
- Stefflon Don feat. Lil Baby - Phone Down
- Liam Payne feat. A Boogie Wit da Hoodie - Stack It Up (extrait de l'album LP1)
- Tayla Parx - Easy (extrait de l'album We Need To Talk)

2020
- Eminem feat. Ed Sheeran - Those Kinda Nights (extrait de l'album Music to Be Murdered By)
- Jayda G - Both of Us
- AJ Tracey feat. Mabel - West Ten (extrait de l'album Flu Game / Hight Expectation)
- Ed Sheeran - Afterglow
- Romy - Lifetime
- Halsey -  Still Learning (extrait de l'album Manic)
- Mr Eazi et Major Lazer feat. Nicki Minaj & K4mo - Oh My Gawd
- Headie One feat. AJ Tracey & Stormzy - Ain't It Different
- Brother Leo - Hallelujah
- Sid Stone - Better Alone
- Eyelear - Doin it Again
- Robinson - Don't Say
- Joy Anonymous - JOY (Get Over Me)
- Joy Anonymous - JOY (just a Bit of Friendship)
- Joy Anonymous - JOY (please Enjoy This for the Piece of Music It Is Thank You)
- Joy Anonymous - JOY (Warm Bullet)
- B Young feat. Tion Wayne - Last Night

2021
- Ed Sheeran - Bad Habits (extrait de l'album =)
- Ed Sheeran - Shivers (extrait de l'album =)
- Ed Sheeran - Overpass Graffiti (extrait de l'album =)
- Ed Sheeran - The Joker and The Queen (extrait de l'album =)
- Ed Sheeran - First Times (extrait de l'album =)
- Ed Sheeran - Collide (extrait de l'album =)
- Ed Sheeran - Stop The Rains (extrait de l'album =)
- Ed Sheeran - Love in Slow Motion (extrait de l'album =)
- Ed Sheeran - Be Right Now (extrait de l'album =)
- Maisie Peters - Elvis Song (extrait de l'album You Signed Up For This)
- Joy Anonymous - JOY (Overcome) (extrait de l'album Human Again)
- Joy Anonymous - JOY (Human Again) (extrait de l'album Human Again)
- Russ - JOY (Human Again) (extrait de l'album Human Again)
- Jayda G - Are You Down
- Kurupt FM feat. MC Creed & D Double E - Inside (extrait de l'album The Greatest Hits (Part 1))
- Kurupt FM - Letter To Grindah (extrait de l'album The Greatest Hits (Part 1))

2022
- Aitch feat. Ashanti - Baby (extrait de l'album Close To Home)
- Swedish House Mafia - Calling On (extrait de l'album Paradise Again)
- FKA twigs feat. Rema - jealousy (extrait de l'album CAPRISONGS)
- Dréya Mac - Square Up
- Russ - 3:15 (Breathe)
- Brother Leo - People (extrait de l'album PoP Poetry)
- Brother Leo - Naked (extrait de l'album PoP Poetry)
- Ezra Collective feat. Sampa the Great et Joy Anonymous - Life Goes On

2023
- P!nk - Trustfall (extrait de l'album TRUSTFALL)
- P!nk - All Out Of Fight (extrait de l'album TRUSTFALL)
- Ed Sheeran - F64
- Ed Sheeran - Eyes Closed
- Sam Smith feat. Ed Sheeran - Who We Love (extrait de l'album Gloria)
- Skrillex feat. Boys Noize - Fine Day Anthem
- Romy - Did I (extrait de l'album Mid Air)
- Romy - Loveher (extrait de l'album Mid Air)
- Romy - Weightless (extrait de l'album Mid Air)
- Romy - The  (extrait de l'album Mid Air)
- Romy - Mid Air (extrait de l'album Mid Air)
- Romy - Enjoy Your Life (extrait de l'album Mid Air)
- Romy - She's On My Mind (extrait de l'album Mid Air)
- Labrinth - Never Felt So Alone (extrait de l'album Ends & Begins)
- Eyelar - Care Like You
- Eyelar - Man Like Her (extrait de l'album Mistakes & Contradictions)
- Eyelar - Hurt Myself (extrait de l'album Mistakes & Contradictions)
- Joy Anonymous - JOY (Head To The Sky)
- Joy Anonymous - JOY (404)
- Joy Anonymous - JOY (In Me All The Time)
- Joy Anonymous - JOY (Up The Street) (extrait de l'album Cult Classics)
- Joy Anonymous - JOY (Now That It's Over) (extrait de l'album Cult Classics)
- Joy Anonymous - JOY (You're In Or Out) (extrait de l'album Cult Classics)
- Joel Corry x Icona Pop x Rain Radio - Desire

2024
- Parisi - High fot This
- ¥$ - Slide (extrait de l'album Vultures 2)
- Romy - Always Forever
- Joy Orbison feat. Lil Yachty, Future & Playboi Carti - flex fm (freddit)
- BERWYN - NEIGHBOURS

2025
- Parisi - Fee It For You